# Nellie Kim
Nellie Kim (ryska: Нелли Владимировна Ким; Nelli Vladimirovna Kim), född den 29 juli 1957 i Tadzjikistan, är en sovjetisk gymnast.
Hon tog OS-guld i fristående, OS-guld i hopp, OS-guld i lagmångkampen och OS-silver i mångkampeni samband med de olympiska gymnastiktävlingarna 1976 i Montréal.
Hon försvarade sina OS-guld i fristående och OS-guld i lagmångkampen i samband med de olympiska gymnastiktävlingarna 1980 i Moskva.